# Georges Smets

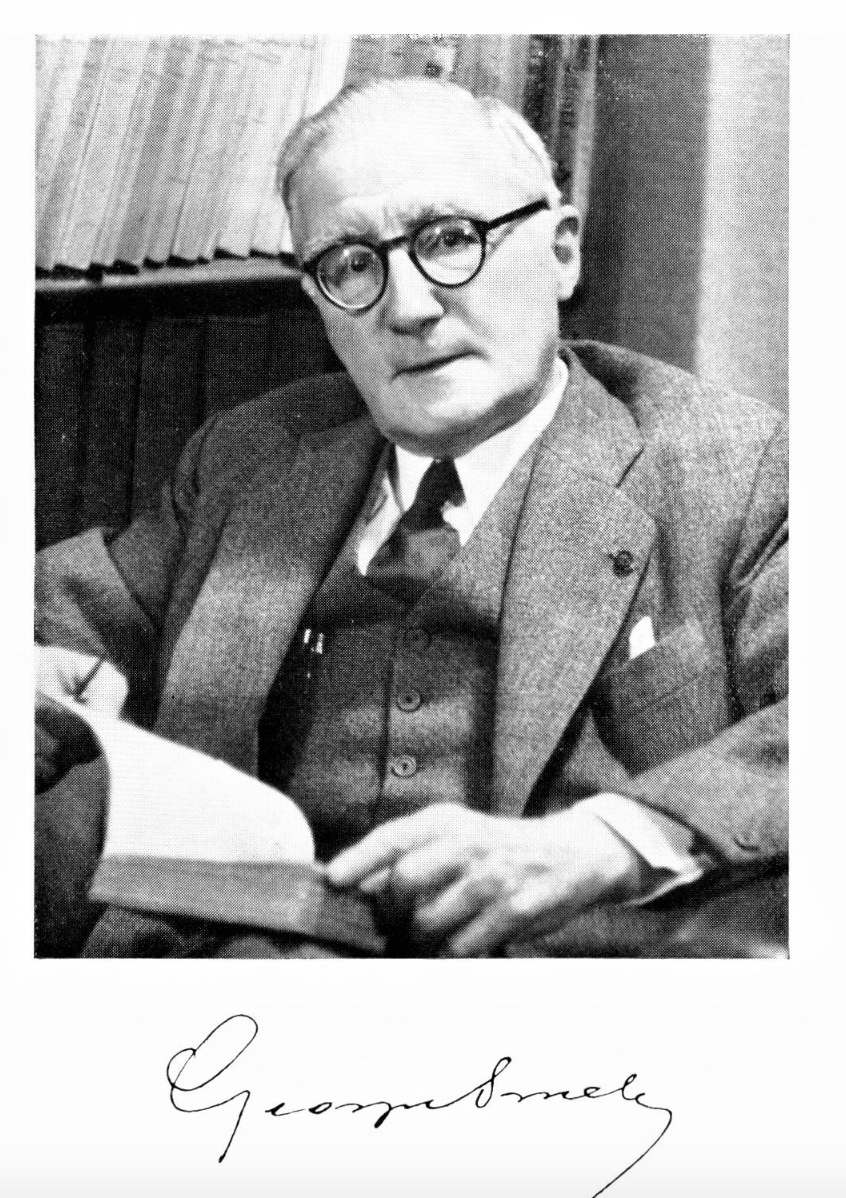

Georges Smets (Sint-Jans-Molenbeek, 7 juli 1881 - Etterbeek, 8 februari 1961) was een Belgisch advocaat, historicus, socioloog en etnoloog. Van 1929 tot 1932 was hij rector van de Université libre de Bruxelles (ULB).

## Levensloop
Georges Smets promoveerde tot doctor in de wijsbegeerte en letteren (1903), doctor in de geschiedenis (1904) en doctor in de rechten (1908) aan de ULB. Hij werd er in 1906 hoogleraar tijdens zijn studies rechten. In 1908 werd hij voltijds docent en in 1918 verliet hij de Brusselse balie als advocaat om zich volledig op een academische carrière toe te leggen.
Van 1929 tot 1932 was hij rector van de ULB. Vervolgens werd hij adjunct-directeur van het Institut de Sociologie Solvay, waarvan hij in 1934 directeur werd. In 1935 maakte hij een antropologische studiereis naar Burundi, Rwanda en Tanzania om geschiedkundige, linguïstische en administratieve informatie voor het Fonds Jacques Cassel van de ULB te verzamelen. Hij verzamelde ook informatie over de genealogieën van verschillende stamhoofden en dynastieën in de regio, waaronder de Benerwamba, de eerste dynastie van Burundi. In 1940 werd hij door de Duitse bezetter ontslagen en verbleef hij een tijd in Toulouse in Frankrijk. Hij werd lid en buitenlands correspondent van het comité van de Académie des inscriptions et belles-lettres. Na de Tweede Oorlog keerde hij terug naar België om zijn vooroorlogse taken terug op te nemen. Hij werd tevens lid van de raden van bestuur van de Brusselse universiteit en het Koninklijk Instituut voor Internationale Betrekkingen en was van 1947 tot 1954 voorzitter van het Instituut voor Filologie en Oosterse en Slavische Geschiedenis. In 1953 werd hij eredirecteur van het Solvay-instituut en in 1955 ererector van de ULB.
Smets was grootofficier in de Kroonorde en de Orde van Leopold II, officier in het Legioen van Eer en commandeur in de Orde van de Verlosser en de Orde van Sint-Sava.